# دیدارهای فوتبال ایران و لبنان
تیم ملی ایران و تیم ملی لبنان تاکنون ۱۲ بار در مقابل یکدیگر قرار گرفته‌اند. حاصل این بازیها، ۱۰ برد برای تیم ایران و ۱ برد برای تیم ملی لبنان و ۱ تساوی بوده است
در این بازیها جمعاً ۳۴ گل به ثمر رسیده است که سهم تیم ایران ۳۱ گل و سهم تیم لبنان ۳ گل میباشد

## نخستین بازی
نخستین بازی بین این دو تیم در تاریخ ۲۳ آبان ۱۳۷۵ در شهر بیروت یک بازی دوستانه بوده است که با تساوی بدون گل به پایان رسید

## بهترین برد
بهترین برد تیم ملی ایران در برابر تیم ملی لبنان کسب نتیجه ۵ بر ۰ میباشد که در سال ۱۳۹۱ حاصل شده است
بهترین و تنها برد تیم ملی لبنان در برابر تیم ملی ایران کسب نتیجه ۱ بر ۰ میباشد که در سال ۱۳۹۱ حاصل شده است

## فاصله بین بردها
بیشترین فاصله‌ای که بین دو برد تیم ملی ایران افتاده است یک بازی میباشد و در بازیهایی که انجام شده است هرگز نشده است که ایران در دو بازی متوالی برنده نباشد
تیم ملی ایران تجربه کسب ۵ برد متوالی در برابر تیم ملی لبنان را دارد

## بررسی کلی بازیها
| بردهای ایران | ۱۰ بازی |             | گل‌های ایران | ۳۱ گل                            |         | بازی‌های برگزار شده در ایران | ۵ بازی |
| مساوی        | ۱ بازی  | گل‌های لبنان | ۳ گل        | بازی‌های برگزار شده در کشور بی‌طرف | ۱ بازی  |                             |        |
| بردهای لبنان | ۱ بازی  | مجموع گل‌ها  | ۳۴ گل       | بازی‌های برگزار شده در لبنان      | ۶ بازی  |                             |        |
| مجموع بازی‌ها | ۱۲ بازی | مجموع گل‌ها  | ۳۴ گل       | مجموع بازی‌ها                     | ۱۲ بازی |                             |        |

## عنوان بازیها
| #   | عنوان بازی              | تعداد بازی | برد ایران | برد لبنان | مساوی |
| --- | ----------------------- | ---------- | --------- | --------- | ----- |
| ۱   | مقدماتی جام ملتهای آسیا | ۴          | ۴         | ۰         | ۰     |
| ۲   | مقدماتی جام جهانی       | ۴          | ۳         | ۱         | ۰     |
| ۳   | فوتبال غرب آسیا         | ۲          | ۲         | ۰         | ۰     |
| ۴   | جام ملتهای آسیا         | ۱          | ۱         | ۰         | ۰     |
| ۵   | دوستانه                 | ۱          | ۰         | ۰         | ۱     |
| جمع | جمع                     | ۱۲         | ۱۰        | ۱         | ۱     |

| عملکرد دو تیم در بازیهای رسمی | عملکرد دو تیم در بازیهای رسمی | عملکرد دو تیم در بازیهای رسمی | عملکرد دو تیم در بازیهای رسمی |
| ----------------------------- | ----------------------------- | ----------------------------- | ----------------------------- |
| بازی                          | برد ایران                     | برد لبنان                     | مساوی                         |
| ۱۱ بازی                       | ۱۰ بازی                       | ۱ بازی                        | ۰ بازی                        |

## میزبان و میهمان
| بازیهایی که در ایران برگزار شده است       | بازیهایی که در ایران برگزار شده است | بازیهایی که در ایران برگزار شده است | بازیهایی که در ایران برگزار شده است |
| تیم                                       | برد                                 | مساوی                               | باخت                                |
| ----------------------------------------- | ----------------------------------- | ----------------------------------- | ----------------------------------- |
| ایران                                     | ۵                                   | ۰                                   | ۰                                   |
| لبنان                                     | ۰                                   | ۰                                   | ۵                                   |
| بازیهایی که در لبنان برگزار شده است       |                                     |                                     |                                     |
| تیم                                       | برد                                 | مساوی                               | باخت                                |
| ایران                                     | ۴                                   | ۱                                   | ۱                                   |
| لبنان                                     | ۱                                   | ۱                                   | ۴                                   |
| بازیهایی که در کشوری بی‌طرف برگزار شده است |                                     |                                     |                                     |
| تیم                                       | برد                                 | مساوی                               | باخت                                |
| ایران                                     | ۱                                   | ۰                                   | ۰                                   |
| لبنان                                     | ۰                                   | ۰                                   | ۱                                   |

## فهرست کلی بازیها
| تعداد | تاریخ      | نتیجه بازی        | ورزشگاه / شهر                | رقابت                        | گلزنان                                                                                            |
| ----- | ---------- | ----------------- | ---------------------------- | ---------------------------- | ------------------------------------------------------------------------------------------------- |
| ۱۲    | ۱۴۰۱/۱/۹   | ایران ۲ - ۰ لبنان | ورزشگاه امام رضا، مشهد       | مقدماتی جام جهانی ۲۰۲۲       | سردار آزمون (۳۵) - علیرضا جهانبخش (۷۲)                                                            |
| ۱۱    | ۱۴۰۰/۸/۲۰  | ایران ۲ - ۱ لبنان | ورزشگاه شهرداری صیدا، صیدا   | مقدماتی جام جهانی ۲۰۲۲       | سونی سعد (۳۷) - سردار آزمون (۹۱) - احمد نوراللهی (۹۵)                                             |
| ۱۰    | ۱۳۹۲/۸/۲۸  | ایران ۴ - ۱ لبنان | ورزشگاه کمیل شمعون، بیروت    | مقدماتی جام ملت‌های آسیا ۲۰۱۵ | امیرحسین صادقی (۳۸) – اشکان دژاگه (۵۰) – جواد نکونام (۵۴-پ) رضا قوچان نژاد (۶۳) ** محمد حیدر (۷۸) |
| ۹     | ۱۳۹۲/۳/۲۱  | ایران ۴ - ۰ لبنان | آزادی، تهران                 | مقدماتی جام جهانی ۲۰۱۴       | محمدرضا خلعتبری (۳۸) – جواد نکونام(۴۵ و ۸۵) رضا قوچان نژاد (۴۶)                                   |
| ۸     | ۱۳۹۱/۱۱/۱۸ | ایران ۵ - ۰ لبنان | آزادی، تهران                 | مقدماتی جام ملت‌های آسیا ۲۰۱۵ | رضا قوچان نژاد (۲۵ و ۶۱) – جواد نکونام (۴۵ و ۶۰ هر دو پنالتی و ۸۰)                                |
| ۷     | ۱۳۹۱/۶/۲۱  | ایران ۰ - ۱ لبنان | ورزشگاه کمیل شمعون، بیروت    | مقدماتی جام جهانی ۲۰۱۴       | رواد انتر (۲۸)                                                                                    |
| ۶     | ۱۳۸۳/۳/۲۸  | ایران ۴ - ۰ لبنان | آزادی، تهران                 | فوتبال غرب آسیا ۲۰۰۴         | علی دایی (۱۵-پ و ۶۱ و ۸۸) – جواد نکونام (۸۱)                                                      |
| ۵     | ۱۳۸۲/۹/۷   | ایران ۱ - ۰ لبنان | آزادی، تهران                 | مقدماتی جام ملت‌های آسیا ۲۰۰۴ | علی دایی (۲۱)                                                                                     |
| ۴     | ۱۳۸۲/۸/۲۸  | ایران ۳ - ۰ لبنان | بیروت، لبنان                 | مقدماتی جام ملت‌های آسیا ۲۰۰۴ | علی دایی (۴۰-پ) – یحیی گل محمدی (۶۱) – علیرضا واحدی نیکبخت (۸۰)                                   |
| ۳     | ۱۳۸۱/۶/۱۲  | ایران ۲ - ۰ لبنان | ورزشگاه عباسیون، دمشق، سوریه | فوتبال غرب آسیا ۲۰۰۲         | علی کریمی (۲۲) – علیرضا واحدی نیکبخت (۹۰)                                                         |
| ۲     | ۱۳۷۹/۷/۲۱  | ایران ۴ - ۰ لبنان | ورزشگاه کمیل شمعون، بیروت    | جام ملت‌های آسیا ۲۰۰۰         | کریم باقری (۱۹) – حمید استیلی (۷۵ و ۸۷) – علی دایی (۹۰)                                           |
| ۱     | ۱۳۷۵/۸/۲۳  | ایران ۰ - ۰ لبنان | بیروت، لبنان                 | بازی دوستانه                 | [ ۱۰ ]                                                                                            |

## گلزنان
کلا ۱۱ بازیکن ایرانی با پیراهن تیم ملی ایران موفق به زدن گل به تیم ملی لبنان شده‌اند که جواد نکونام با زدن ۷ گل بهترین گلزن ایران در تاریخ جدالهایش با تیم ملی لبنان است

### گلزنان ایران
- ۷ گل: جواد نکونام
- ۶ گل: علی دایی
- ۴ گل: رضا قوچان نژاد
- ۲ گل: علیرضا واحدی نیکبخت – حمید استیلی – سردار آزمون
- ۱ گل:  اشکان دژاگه – امیرحسین صادقی – محمدرضا خلعتبری – یحیی گل محمدی – علی کریمی – کریم باقری – احمد نوراللهی – علیرضا جهانبخش

### گلزنان لبنان
- ۱ گل: محمد حیدر – رواد انتر – سونی سعد